# Anne Hébert
Anne Hébert (* 1. August 1916 in Sainte-Catherine-de-Fossambault; † 22. Januar 2000 in Montréal) war eine frankophone kanadische Schriftstellerin. Zu ihren wichtigsten Werken zählen der Erzählband Le Torrent (1950), der Gedichtband Le Tombeau des rois (1960) sowie die Romane Les chambres de bois (1958) und Kamouraska (1970). Ihr Schaffen hatte prägenden Einfluss auf die Literatur von Québec und wurde mit zahlreichen Preisen französischsprachiger Länder gewürdigt, u. a. mit drei Prix du Gouverneur général und dem Prix Femina.

## Leben und Schaffen
Anne Hébert wurde 1916 in Sainte-Catherine-de-Fossambault (seit 1984 Sainte-Catherine-de-la-Jacques-Cartier) geboren und auf den Namen Marie Marguerite Claire Louise Anne Hébert getauft. Ihr Vater, Maurice Lang-Hébert, arbeitete für die Regierung der Provinz Québec, später war er Direktor des Tourismusverbands; neben seinem Beruf war er Dichter und Literaturkritiker.
Bis zum Alter von elf Jahren wurde Anne Hébert von einem Privatlehrer unterrichtet, danach besuchte sie das Collège Notre-Dame-de-Bellevue et Mérici in der Stadt Québec. Bereits in jungen Jahren begann sie zu schreiben. Gefördert und beeinflusst wurde sie dabei von ihrer Mutter, Marguerite-Marie Taché, die sich für das Theater begeisterte, von ihrem Vater sowie ihrem Cousin Hector de Saint-Denys Garneau, der selbst Dichter und Essayist war.
Ab 1937 veröffentlichte Hébert einzelne Texte in Zeitschriften. 1942 erschien ihr erster Gedichtband, Les songes en équilibre, für den sie mit einem Prix David ausgezeichnet wurde. Der Tod ihres Cousins Hector (1943) und ihrer einzigen Schwester, Marie, (1952) prägten ihre „poetische Vision, voller Bilder von Tod und Ertrinken“. Trotz ihres erfolgreichen Lyrikdebüts fand sie zunächst keinen Verlag für ihren Erzählband Le torrent, den sie 1950 auf eigene Kosten drucken ließ. Die darin dargestellte „Gewalt im Unausgesprochenen und in den Werten der Québecer Gesellschaft“ brachte die Leserschaft gegen sie auf.
Von 1950 bis 1954 arbeitete Hébert für Radio-Canada und das Office national du film du Canada. Auch für ihren zweiten Gedichtband, Le Tombeau des rois, fand Hébert keinen Verleger. Der Schriftsteller Roger Lemelin gewährte ihr ein Darlehen, um den Band zu veröffentlichen. Ein Stipendium der Société Royale du Canada ermöglichte ihr 1954, nach Paris zu gehen; die kommenden Jahre lebte sie abwechselnd in Frankreich und Kanada. Ihr erster Roman, Les chambres de bois (1958), bewirkte eine „signifikante Verschiebung von Stil und Inhalt der Québecer Literatur“: An die Stelle des realistischen Diskurses trat eine „rebellische Literatur, die experimentell ist“, die Entfremdung, „brutale Leidenschaft und primitive Gewalt“ zeigt. 1960 wurde Hébert für ihren Gedichtband Poèmes der Prix du Gouverneur général pour poésie ou théâtre de langue français zuerkannt.
Nach dem Tod ihrer Mutter im Jahr 1965 wurde Hébert für die Dauer von 27 Jahren in Paris sesshaft. Neben Büchern und Theaterstücken schrieb sie für Magazine, u. a. Châtelaine, Les Ecrits du Canada français und Esprit. Nach vierjähriger Recherche- und Schreibzeit veröffentlichte sie 1970 ihren zweiten Roman, Kamouraska, mit dem sie einem breiten Publikum bekannt wurde. Der Roman handelt vom Versuch einer Frau, „die Fußfesseln abzuschütteln, die sie davon abhalten, eine Art Selbstverwirklichung zu erreichen“. Für Kamouraska erhielt Hébert 1971 den Prix des Libraires und den Prix de l'Académie royale de Belgique. Im Jahr 1973 entstand nach Vorlage des Romans der gleichnamige Spielfilm von Claude Jutra mit Geneviève Bujold in der Hauptrolle.
In den folgenden Jahren erhielten Héberts Werke zahlreiche Preise, darunter erneut den Prix Athanase-David (1978) und den Prix du Gouverneur général pour romans et nouvelles de langue française für Les Enfants du sabbat (1975). Mit ihrem sechsten Roman, Le Premier Jardin, setzte sie 1988 ein literarisches Denkmal für die sogenannten Töchter des Königs, jene Frauen aus den Gründungstagen von Neufrankreich, die rekrutiert wurden, um mit dortigen Siedlern Familien zu gründen, und „von denen nicht einmal der Name bewahrt wird und deren geschichtliches Wirken verschwindet“.
Im Jahr 1978 bot der Premierminister der Provinz Québec, René Lévesque, Hébert an, Vizegouverneurin von Québec zu werden; sie lehnte ab. 1989 berief sie der französische Premierminister, Michel Rocard, in den Conseil supérieur de la langue française.
1997 kehrte sie nach Kanada zurück. Im Jahr 2000 starb sie in Montréal und wurde in ihrem Geburtsort beigesetzt.

## Einflüsse
Zu den Autoren, die ihr Schaffen laut eigenem Bekunden maßgeblich beeinflusst haben, zählten Charles Baudelaire, Georges Bernanos, Marie-Claire Blais, Karen Blixen, Emily Brontë, Hélène Cixous, Paul Claudel, Réjean Ducharme, Charles Dickens, Fjodor Dostojewski, William Faulkner, Jeanne Lapointe, James Joyce, Pierre Jean Jouve, Franz Kafka, Maurice Maeterlinck, Charles-Ferdinand Ramuz, Arthur Rimbaud, Nathalie Sarraute, Jean-Paul Sartre, Anton Tschechow, Marcel Proust, Émile Verhaeren und Paul Verlaine.

## Werke (Auswahl)
Lyrik
- Les Songes en équilibre, 1942
- Le Tombeau des rois, 1953
- Mystère de la parole, 1960
- Poèmes, 1960 (Neuauflage von Le Tombeau des rois zusammen mit Mystère de la parole)
- Le jour n'a d'égal que la nuit, 1992
- Poèmes pour la main gauche, 1997

Erzählungen
- Le Torrent. Erzählungen. Beauchemin, Montréal 1950 (enth. "Le Torrent", "l'Ange de Dominique", "La Robe corail", "Le Printemps de Catherine", "La Maison de l'esplanade"); erw. Ausg. HMH, coll. L'abre, Montréal 1963 (zusätzlich mit "Un grand mariage", "La Mort de Stella"); diese Ausg. wieder: Bibliothèque Québécoise (BQ), 1989
  - Einzelerz., stark gekürzt, Übers. Beate Thill: Der Sturzbach, in: Anders schreibendes Amerika. Literatur aus Québec. Hgg. Lothar Baier, Pierre Filion. Das Wunderhorn, Heidelberg 2000, S. 70 – 77 (=Le torrent, die titelgebende Geschichte)[14]
  - Einzelerz., Übers. Renate Rivenq: Der Wildbach, in Kanadische Erzähler der Gegenwart. Manesse Bibliothek der Weltliteratur, Zürich 1967, 1986, S. 85 – 142 (Le torrent)
  - Einzelerz., Übers. Thorgerd Schücker: Die Einheirat, in Kanada erzählt. 17 Erzählungen. Hg. Stefana Sabin. Fischer TB 10930, 1992, S. 98 – 128 (Un grand mariage). Zuerst in Ernst Bartsch Hg.: Die weite Reise. Kanadische Erzählungen und Kurzgeschichten. Verlag Volk und Welt, Berlin 1976
  - Einzelerz., Übers. Christa Gallner, Armin Arnold: Das Haus an der Esplanade, in: Moderne Erzähler der Welt: Kanada. Edition Erdmann, 1976; wieder in: Frauen in Kanada. Erzählungen und Gedichte. dtv, 1993
- Aurélien, Clara, Mademoiselle et le Lieutenant anglais. 1995
  - Übers. Astrid Wintersberger: Aurélien, Clara, das Fräulein und der englische Leutnant. Residenz, Salzburg 2000 ISBN 9783701711987

Romane
- Les Chambres de bois, 1958
- Kamouraska, 1970
  - Kamouraska. Bucher, Luzern 1972 (übersetzt von Gertrud Strub).
- Les Enfants du sabbat, 1975
- Héloïse, 1980
- Les Fous de Bassan, 1982
- Le Premier Jardin, 1988
- L'Enfant chargé de songes, 1992.
  - Das wilde Herz des Flusses. Residenz, Salzburg 1999 ISBN 978-3701711482 (übersetzt von Christian Rochow).
- Est-ce que je te dérange?, 1998.
- Un habit de lumière, 1999

Theaterstücke und Hörspiele
- Les Invités au procès, 1952
- La Mercière assassinée, 1958
- Le Temps sauvage, 1963
- Les Invités au Procès, 1967.
- L'Île de la demoiselle, 1978.
- La cage suivi de L'île de la demoiselle, 1990.

Libretto
- L’Arche. 2000, Musik Isabelle Panneton

Drehbücher
- Lock-Keeper. 1953, Regie Pierre Arbour
- The Charwoman. 1954, Regie Léonard Forest
- Needles and Pins. 1955, Regie Roger Blais
- La Mercière assassinée. 1958, Regie Jean Faucher
- La Canne à pêche. 1959, Regie Fernand Dansereau
- Saint-Denys Garneau. 1960, Regie Louis Portugais
- L'Étudiant. 1961, Regie: Jean Dansereau
- Kamouraska. 1973, Regie: Claude Jutra
- Les Fous de Bassan. 1987, Regie: Yves Simoneau

## Preise und Würdigungen (Auswahl)
- 1943 Prix David für Les Songes en équilibre
- 1958 Prix Québec-Paris für Les Chambres de bois
- 1958 Prix Ludger-Duvernay für ihr lyrisches Werk
- 1960 Mitglied in der Société Royale du Canada
- 1961 Prix du Gouverneur général 1960 für Poèmes
- 1963 Guggenheim-Stipendium
- 1968 Prix Molson für ihr lyrisches Werk
- 1969 Compagnon de l'Ordre du Canada
- 1969 Ehrendoktorwürde der University of Toronto
- 1970 Ehrendoktorwürde der University of Guelph
- 1971 Prix des libraires für Kamouraska
- 1971 Grand Prix de l'Académie royale de Belgique für Kamouraska
- 1975 Prix du Gouverneur général für Les Enfants du sabbat
- 1979 Ehrendoktorwürde der Université du Québec à Montréal
- 1976 Prix Prince-Pierre-de-Monaco für ihr Gesamtwerk
- 1978 Prix Athanase-David für ihr Gesamtwerk
- 1980 Ehrendoktorwürde der McGill University
- 1982 Prix Femina für Les Fous de Bassan
- 1983 Ehrendoktorwürde der  Université Laval
- 1984 Medaille der Académie des lettres du Québec
- 1985 Officier de l'Ordre national du Québec
- 1987 Prix Fleury-Mesplet
- 1988 Prix littéraire Canada-Communauté française de Belgique
- 1989 Grand prix de l'écriture S.T. Dupont
- 1992 Prix du Gouverneur général für L'enfant chargé de songes
- 1993 Prix Alain-Grandbois für Le jour n'a d'égal que la nuit
- 1993 Mitglied des Ordre des francophones d'Amérique
- 1993 Prix Gilles-Corbeil für ihr Gesamtwerk
- 1999 Prix Jean-Hamelin für Un habit de lumière
- 2000 Stiftung des Prix Anne-Hébert durch das Centre culturel canadien de Paris und Radio Canada
- 2004 Stiftung des Prix scientifique Anne-Hébert durch das Centre Anne-Hébert und den Service de la recherche et de la coopération internationale der Université de Sherbrooke

## Dokumentarfilme
- Jacques Godbout, Anne Hébert 1916-2000: un livre noir en plein soleil (2000).
- Michel Langlois, Anne des vingt jours (2013).